# Фигль-Мигль
Фигль-Мигль (настоящее имя — Екатери́на Алекса́ндровна Чеботарёва, род. 1970, Санкт-Петербург) — российская писательница: прозаик и эссеист.

## Биография
Родилась в интеллигентной семье, выросла в Охте, в начале 1990-х окончила филологический факультет СПбГУ. По специальности не работала.

### Псевдоним
По многим признакам можно было предположить, что автор, скрывающийся под псевдонимом Фигль-Мигль, родом из Санкт-Петербурга, и до получения им в 2013 году премии «Национальный бестселлер» выдвигались предположения, что под псевдонимом скрывается литературный критик Виктор Топоров, кинокритик Михаил Трофименков, режиссёр и сценарист Михаил Брашинский, писатель Татьяна Москвина или писатель Павел Крусанов.
Однако на церемонии вручения премии «Национальный бестселлер» на сцену вышла «худощавая шатенка в темных очках и бежевом платье». Она отказалась открыть своё имя и не общалась с прессой.
Вскоре после этого Фигль-Мигль дала интервью, в котором подробно рассказала историю своего псевдонима: «Он был придуман давным-давно для газеты „Сорока“, которая была бумажным прототипом нынешних соцсетей. Потом, еще в 1990-е, я пришла с романом в журнал „Нева“. И старая редакция очень по-доброму ко мне отнеслась — и покойный Борис Никольский, и Самуил Лурье, а затем они потратили много времени, чтобы меня от этого псевдонима отговорить. Но мне еще и тридцати не было, поэтому я подумала: „Старые пердуны недовольны, значит, отличный псевдоним“. Что он означает? Что написано, то и означает: что автор фигляр, паяц, гаер, шут гороховый. Это мой привет всем людям, которые смотрят в зеркало и видят там совесть нации».
В другом интервью она сказала, что «псевдоним, как все правильно поняли, означает, что автор — шут гороховый», и добавила: «Какая все эти годы была от псевдонима польза? Он надежно защищал от всякого гендерного поноса. А я так вижу, что он уже начинается, и это крайне неприятно. Десять предыдущих лет люди худо-бедно занимались чтением моей писанины. А теперь они будут обсуждать мою персону в тупом гендерном свете».
Многие критики выражали мнение, что именно нелепость псевдонима во многом поспособствовала популярности автора. Например, Анна Наринская писала: «…глупейший псевдоним стал работающей частью проекта — ни этот текст, ни предыдущий подписанный Фиглем-Миглем роман „Щастье“ не были бы так завлекательны, не будь мистификация столь очевидной, значься на обложке какая-нибудь похожая на человеческую фамилия».
Дмитрий Быков в интервью по поводу результатов вручения премии «Национальный бестселлер» в 2013 году говорил: «Ну кто бы ее знал в качестве Екатерины Н.? <…> Никто бы и внимания не обратил. А после Фигля-Мигля она дает информационный повод. Возникает интрига, все начинают думать кто она такая, заглядывать под черные очки…»

## Критика
О журнальной эссеистике Фигль-Мигль первым высказался литературный критик Самуил Лурье, заявив: «В кои-то веки в Петербурге появился настоящий эссеист», и охарактеризовав стиль автора следующим образом: «Тотальная ирония, под ней — рефлексия и скрытность. Невероятная начитанность. Нелепый псевдоним».
Журнальную прозу автора рецензент Павел Крючков назвал «игрокомическим постмодернизмом».
Первый роман Фигль-Мигль, вышедший отдельным изданием, — «Щастье» — оценивали по-разному. Так, литературный критик Виктор Топоров описал новое произведение автора как «…изысканно и виртуозно написанный философский роман в оболочке антиутопии. В оболочке лишенной малейшего намека на политическую сатиру (не говоря уж о пресловутом кукише в кармане) антиутопии» и, подводя итоги, написал: «Одним словом, Фигль-Мигль — запомните это имя! Это чудовищное и чудовищно безвкусное (тут уж спора нет) имя нового замечательного писателя».
PR-директор издательства «Лимбус Пресс» Вадим Левенталь, назвав публикующегося на протяжении последних пятнадцати лет автора главным дебютантом года, отметил: «Читатель Фигля-Мигля скорее должен ценить Набокова и Пелевина, тогда он будет поминутно хохотать и радоваться каждому абзацу, как удачно забитому мячу. Ни сентиментальности, ни „духовности“ — стиль превыше всего». Он также рассказал об истории взаимодействия писателя и издательства: «Долгое время вещи Фигля-Мигля мы не брали — они были слишком специфически-литературными и филологическими, бессюжетными. Однако около четырех лет назад в писательском сознании автора что-то изменилось, в произведениях Фигля появились и едкий характер, и острый сюжет, и интрига. Рукопись романа „Щастье“ попала к нам в порядке редакционного самотока четыре года назад, и не было особенных сомнений, нужно ли печатать эту вещь».
Дмитрий Турунченков написал, что «роман <…> Фигль-Мигля относится к литературе, восходящей корнями к бурлеску», и провёл параллели с Хоуп Миррлиз, Фланном О’Брайеном и Борисом Вианом: «Всех этих авторов объединяет поистине волшебная аура их произведений, действие которых происходит в совершенно других, непостижимых умом реальностях, так что не всегда понимаешь, как это сделано».
Дарья Маркова тонко подметила, что «„Щастье“ производит впечатление персонализированных эссе: образы, идеи, мысли стали персонажами; эссеист огляделся, увидел мир вокруг и схватился за блокнот и карандаш», и так перечислила особенности произведения: «Во-первых, умно, во-вторых, тоже умно, в-третьих, затейливо. Далее уже без счёта: сплошь иронично, интертекстуально, фантастически, философски, рационально, но безумием от этой рациональности тянет за версту».
В свою очередь Анатолий Гусев обозначил роман всего лишь как «нормальный фантастический дебют: социальная сатира с элементами пародии и гротеска, малооригинальная по сюжету, с шаткой, рассыпающейся композицией и отдельными удачными находками, выдающими авторский потенциал».
Третий роман автора, вышедший отдельным изданием, — «Волки и медведи» — привлёк к себе наибольшее внимание, потому что благодаря ему Фигль-Мигль стала лауреатом премии «Национальный бестселлер». Это событие получило относительно широкий общественный резонанс. Писатель и литературный критик Дмитрий Быков, соревновавшийся и в итоге обогнавший Фигль-Мигль в борьбе за премию «Национальный бестселлер» в 2011 году, так высказался о творчестве автора: «Я от ее книг не в восторге, считаю ее прозу выспренней, чрезвычайно эклектичной по стилю, там до смысла едва доберешься… <…> Псевдоним очень удачный. Он как раз отражает авторскую манеру. Там очень много фиглей и миглей, но практически отсутствует то мясо, которое в прозе ценнее всего — напряженный сюжет, точные эпитеты, живые диалоги, — всего этого там не вижу».
Михаил Трофименков считал, что именно в 2011 году Фигль-Мигль и должен был получить премию «Национальный бестселлер» за роман «Ты так любишь эти фильмы», назвав его победу в 2013 году «актом литературной справедливости».
Марк Гурьев отметил, что роман «Волки и медведи» даёт представление «о расшатывании традиционного мировоззрения русского человека и о полном разброде в умах простого народа и интеллигенции» и что его можно считать «петербургским ответом брутальной московской сатире Владимира Сорокина, Виктора Пелевина или Виктора Ерофеева».

## Признание
- 2001 — премия журнала «Нева» в номинации «Чистейшей прелести чистейший образец…» (проза и поэзия) за роман «Тартар, Лтд».
- 2004 — финал премии Ивана Петровича Белкина за повесть «Кража молитвенного коврика».
- 2009 — длинный список премии «Национальный бестселлер» за роман «Щастье».
- 2011 — короткий список премии «Национальный бестселлер» за роман «Ты так любишь эти фильмы».
- 2012 — длинный список премии «Большая книга» за роман «Ты так любишь эти фильмы».
- 2013 — премия «Национальный бестселлер» за роман «Волки и медведи».
- 2017 — короткий список премии «Национальный бестселлер» за роман «Эта страна».

## Публикации

### Журнальные

#### Романы
- Фигль-Мигль. Тартар, Лтд // Нева. — 2001. — № 5. — С. 61—154.
- Фигль-Мигль. Мюсли // Звезда. — 2005. — № 6. — С. 6—91.
- Фигль-Мигль. В Бога веруем // Нева. — 2005. — № 9. — С. 6—101.

#### Повести
- Фигль-Мигль. Кража молитвенного коврика // Звезда. — 2004. — № 6. — С. 98—132.

#### Рассказы
- Фигль-Мигль. В Канопе жизнь привольная // Нева. — 1999. — № 9.
- Фигль-Мигль. Резкие движения // Звезда. — 2006. — № 1. — С. 97—111.
- Фигль-Мигль. И тогда старушка закричала // Звезда. — 2006. — № 1. — С. 97—111.

#### Эссе
- Фигль-Мигль. Скромная достоверность опыта // Апраксин блюз. — 1995. — № 2.
- Фигль-Мигль. С песней по жизни // Апраксин блюз. — 1995. — № 3.
- Фигль-Мигль. Смелая современная литература // Апраксин блюз. — 1996. — № 5.
- Фигль-Мигль. Вкус мыла // Апраксин блюз. — 1996. — № 6.
- Фигль-Мигль. Моя попсня // Апраксин блюз. — 1997. — № 7.
- Фигль-Мигль. Меланхолик это вот какой человек // Апраксин блюз. — 1998. — № 8.
- Фигль-Мигль. К. Леонтьев: подвиг разведчика // Апраксин блюз. — 1999. — № 9.
- Фигль-Мигль. Гомерзские гимны // Нева. — 2000. — № 4.
- Фигль-Мигль. Пропедевтика недобрых чувств // Нева. — 2001. — № 11. — С. 158—169.
- Фигль-Мигль. Характеры // Нева. — 2002. — № 8.
- Фигль-Мигль. Другу, жительствующему в Тобольске // Звезда. — 2003. — № 4.
- Фигль-Мигль. История цензуры // Нева. — 2003. — № 12. — С. 176—192.
- Фигль-Мигль. Лейб-агитация // Нева. — 2004. — № 6. — С. 181—190.
- Фигль-Мигль. К вопросу об актуальности художественной литературы // Нева. — 2004. — № 12.
- Фигль-Мигль. Полёт хмыря: маленький трактат о тех, кому тюрьма пошла на пользу // Нева. — 2005. — № 4. — С. 227—233.
- Фигль-Мигль. Гофманские капли // Нева. — 2005. — № 11. — С. 199—202.
- Фигль-Мигль. «Блажен муж иже…» // Нева. — 2006. — № 3. — С. 245—248.
- Фигль-Мигль. Виньетки к Достоевскому // Нева. — 2006. — № 7. — С. 233—240.
- Фигль-Мигль. Мысли о заведомо ложном // Знамя. — 2006. — № 11. — С. 185—191.

### Отдельными изданиями

#### Романы
- Фигль-Мигль. Щастье. — Санкт-Петербург: Издательство К. Тублина, Лимбус Пресс, 2010. — 320 с. — ISBN 978-5-8370-0466-7.
- Фигль-Мигль. Ты так любишь эти фильмы. — Санкт-Петербург: Издательство К. Тублина, Лимбус Пресс, 2011. — 352 с. — ISBN 978-5-8370-0572-5.
- Фигль-Мигль. Волки и медведи. — Санкт-Петербург: Издательство К. Тублина, Лимбус Пресс, 2013. — 496 с. — ISBN 978-5-8370-0649-4.
- Фигль-Мигль. Эта страна. — Санкт-Петербург: Издательство К. Тублина, Лимбус Пресс, 2017. — 376 с. — ISBN 978-5-8370-0812-2.
- Фигль-Мигль. Долой стыд. — Санкт-Петербург: Лимбус Пресс, 2019. — 376 с. — ISBN 978-5-8370-0880-1.

#### Переводы
- Рено М. Божественное пламя / перевод Е. Чеботарёвой. — Санкт-Петербург: Амфора, 2006. — 608 с. — 5000 экз. — ISBN 5-94278-980-0.